# Batouk
Pour plus de détails, voir Fiche technique et Distribution.
Batouk est un film documentaire français réalisé par Jean-Jacques Manigot, sorti en 1967.

## Synopsis
Ce film évoque l'Histoire de l'Afrique, du colonialisme à l'indépendance.

## Fiche technique
- Titre : Batouk
- Réalisation : Jean-Jacques Manigot
- Scénaristes : Carlos Páez Vilaró ; Aimé Césaire et Léopold Sédar Senghor (poèmes)
- Musique : Michel Magne
- Photographie : Alain Boisnard, Gilles Bonneau, Jean Fichter et André Persin
- Pays d'origine : France
- Format : Couleurs - Mono
- Genre : Documentaire
- Durée : 65 minutes
- Date de sortie : 1967

## Autour du film

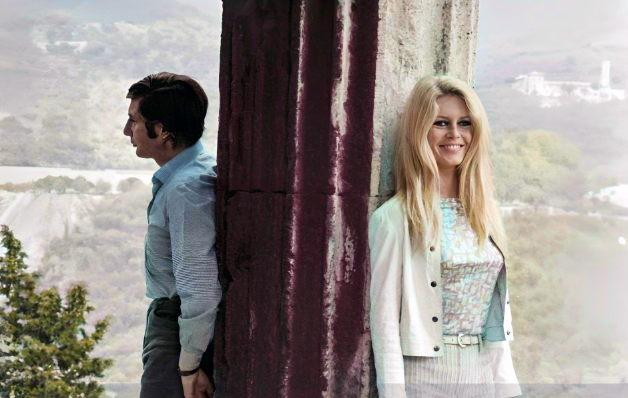
Brigitte Bardot en 1967, alors mariée avec Gunther Sachs, producteur du film.

- Des poèmes d'Aimé Césaire et de Léopold Sédar Senghor sont lus dans le film.
- Batouk fait la clôture du Festival de Cannes 1967.

Alors que sa relation avec son époux et producteur du film Gunter Sachs est déjà compliquée, Brigitte Bardot accepte de présenter le long-métrage à la soirée de clôture du Festival de Cannes 1967. À son arrivée, la foule est hystérique, créant une cohue sans précédent. Bousculée entre photographes et adorateurs, tout en gardant le sourire, escortée par les agents de sécurité, l'actrice chemine difficilement vers le palais des festivals, pour ce qui devient dès lors, sa dernière apparition au Festival de Cannes.